# Тангниостр и Тангриснир

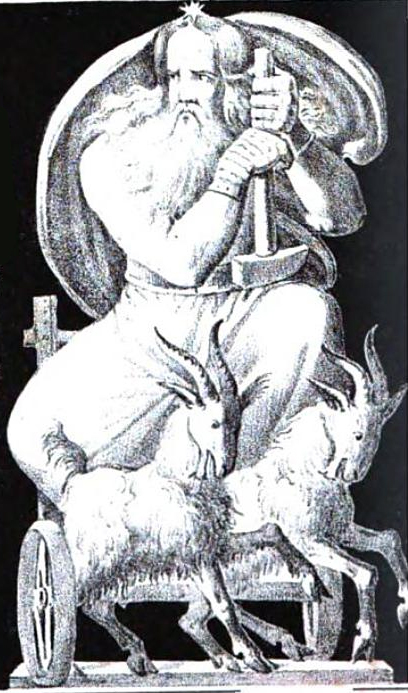

Тангниостр и Тангриснир — в скандинавской мифологии козлы, которые тянут колесницу бога грома Тора. Они упоминаются в Старшей Эдде, составленной в XIII веке на основе более ранних источников, и в Младшей Эдде, написанной в XIII веке Снорри Стурлусоном.
В Младшей Эдде рассказано о том, что Тор каждую ночь убивает своих козлов, варит их мясо и потребляет в пищу, оставляя нетронутыми кости, но после с помощью своего молота воскрешает их к жизни на следующий день; таким образом, козлы являются для него неисчерпаемым источником пищи. В этом же источнике говорится о том, что однажды Тор ночевал у крестьян и поделился с ними мясом своих козлов, однако запретил им трогать кости. Но Тьяльфи, сын хозяина дома, не послушался и сломал одну из костей, чтобы высосать из неё мозг. Наутро Тор воскресил козлов и, обнаружив, что один из них хромает, заставил в наказание Тьяльфи и его сестру Рёскву пожизненно служить ему.
Образ козлов некоторые учёные возводят к мифологическому вепрю Сехримниру, которого асы каждый вечер закалывают и съедают в Асгарде, но который затем воскресает. Другие учёные отождествляют Тангниостра и Тангриснира с историями о ведьмах из скандинавского фольклора, которые волшебным образом возрождают собственную еду (как правило, сельдь), однако из опасений зачахнуть, если питаться всё время одной и той же едой, они, как описывается в некоторых легендах, иногда ломали кости сельди во время еды как меру предосторожности.